# Consejo Panamericano de Luchas Asociadas
Consejo Panamericano de Luchas Asociadas (CPLA, anteriormente la "C" correspondía a "Comité") es un Consejo Continental, cuyo papel y habilidades están regidas por regulaciones internas hechas por la FILA y aceptadas por el Congreso de la FILA, es un organismo que reúne a las federaciones de lucha nacionales y asociadas del continente americano.
La sede del organismo, fue inaugurada el 25 de abril de 2005 y se encuentra ubicada en la Ciudad de Guatemala, Guatemala. El CPLA cuenta con la afiliación de 30 federaciones nacionales pertenecientes al continente americano.
Su actual presidente es el guatemalteco Lic. Francisco Eduardo Lee López. El vicepresidente es el salvadoreño Lic. Jorge Hernández Isussi, y su tesorero es el señor Mario Saleting del Perú.